# Enciclopèdia Espasa
Enciclopèdia Espasa, de nom original: Enciclopedia universal ilustrada europeo-americana, és una gran enciclopèdia en castellà del segle xx, continuadora d'altres projectes de menys envergadura desenvolupats en el mateix sentit als darrers anys del segle xix.
Fou un projecte ambiciós del català Josep Espasa i Anguera, fundador de l'Editorial Espasa el 1860. El 1926 l'editorial va esdevenir Espasa-Calpe, i avui dia és part del grup Planeta.
Anys més tard de la mort del fundador, la magnitud de l'empresa va sobrepassar la capacitat de l'editorial, i el 1925 va haver d'associar-se amb Calpe (Compañía Anónima de Librería, Publicaciones y Ediciones). Les oficines centrals es van traslladar a Madrid i la direcció de l'empresa es va oferir a José Ortega y Gasset.
L'obra principal es va publicar entre 1905 i 1930, amb 70 volums (72 en realitat perquè els volums 18 i 28 ocupaven dos llibres cadascun, primera i segona part). Entre el 1931 i el 1935 es va afegir un apèndix de 10 volums. El primer suplement correspon a l'any 1934 i van seguir el de 1935, els dos de 1936-1939, el de 1940-1941, el de 1942-1944, el de 1945-1948, el de 1949-1952 i després bianuals fins al 2004, que sembla que serà el darrer. El 1983 es va publicar un índex dels suplements entre 1934 i 1980, actualitzat el 1996 amb un apèndix i substituït el 1998 per un índex actualitzat 1934-1994. També va publicar el 1997 un atles mundial, de mida força més gran que els volums normals.
En total són 117 volums (inclòs l'atles i exclosos els índexs) amb més de 175.000 pàgines, un milió d'articles, 200 milions de paraules, 197.000 il·lustracions en blanc i negre, 4.500 làmines a color, 5.000.000 de cites bibliogràfiques i 100.000 biografies. Cada entrada (exclosos els noms propis) està traduïda a l'anglès, català, francès, alemany, portuguès, italià i esperanto. Els articles eren pagats per paraules i alguns tenen una llargada excessiva que pot mancar en altres temes.
El 2004 es va publicar un apèndix (Apèndix 1934-2002) en 8 volums que volia substituir als apèndix entre 1934 i 2004, deixant l'enciclopèdia amb els 72 volums originals, els 10 del primer apèndix i els 8 del segon apèndix (total 90 volums).
El 2005, en el centenari de l'enciclopèdia, es va publicar un llibre commemoratiu titulat El siglo de la Espasa, amb la història de l'Enciclopèdia i una antologia d'articles.

## Volums
1. A-ACD
2. ACE-ADZ
3. AE-ALAK
4. ALAL-ALLY
5. AM-ARCH
6. ARD-AZZ
7. B-BELL
8. BEM-BONF
9. BONG-BZ
10. C-CANAJ
11. CANAL-CARZ
12. CAS-CG
13. CI-COLD
14. COLE-CONST
15. CONST-CRAZ
16. CRE-CHARG
17. CHARI-DELLW
18. DEM-DIR (PRIMERA PART)/DIS-ECZ (SEGONA PART)
19. ECH-ENRE
20. ENRI-ESPAN
21. ESPANA
22. ESPANA-EZZ
23. F-FLAMEZ
24. FLAMI-FUH
25. FUI-GIBZ
26. GIC-GUAZ
27. GUB-HN
28. HO-INSUS (PRIMERA PART)/ INT-KZ (SEGONA PART)
29. L-LEON
30. LEONA-LOMZ
31. LON-MADZ
32. MAE-MARH
33. MARI-MECH
34. MED-MICZ
35. MICH-MOMZ
36. MON-MTZ
37. MU-NEBY
38. NEC-NULLY
39. NUM-OQU
40. OR-PAKU
41. PAL-PAROZ
42. PARE-PEKZ
43. PEL-PESZ
44. PET-PIRZ
45. PIS-POLN
46. POLO-PREDZ
47. PREE-PTZ
48. PU-QW
49. R-REEZ
50. REF-REUZ
51. REV-ROM
52. ROMA-SAINT
53. SAINTE-StaCRUZ
54. StaCUBICIA-SELH
55. SELI-SIEZ
56. SIF-SOL
57. SOLA-SUBN
58. SUBO-TALASZ
59. TALAT-TELD
60. TELE-TERZ
61. TES-TIRN
62. TIRO-TOUM
63. TOUN-TRAZ
64. TRE-TUMZ
65. TUN-URZ
66. U.S.-VAREZ
67. VARF-VERQ
68. VERR-VINIE
69. VINIF-WEF
70. WEG-ZZ

### Apèndix
1. A-BECH
2. BED-CEO
3. CER-DEM
4. DEN-EZT
5. F-HOK
6. HOL-MARCH
7. MARD-OZ
8. P-REE
9. REF-SZ
10. T-ZYX

### Suplements
1. 1934
2. 1935
3. 1936-39 PRIMERA PART / 1936-39 SEGONA PART
4. 1940-41
5. 1942-44
6. 1945-48
7. 1949-52
8. 1953-54
9. 1955-56
10. 1957-58
11. 1959-60
12. 1961-62
13. 1963-64
14. 1965-66
15. 1967-68
16. 1969-70
17. 1971-72
18. 1973-74
19. 1975-76
20. 1977-78
21. 1979-80
22. 1981-82
23. 1983-84
24. 1985-86
25. 1987-88
26. 1989-90
27. 1991-92
28. 1993-94
29. 1995-96
30. 1997-98
31. 1999-2000
32. 2001-2002
33. 2003-2004
34. 2005-2006
35. 2007-2008
36. 2009-2010
37. 2011-2012 ISBN 9788467032062
38. Tom commemoratiu de tancament i darrera actualització 2013